# Fananu Village
Fananu Village är en ort i Mikronesiska federationen.   Den ligger i kommunen Fananu Municipality och delstaten Chuuk, i den västra delen av landet, 700 km väster om huvudstaden Palikir. Fananu Village ligger 11 meter över havet och antalet invånare är 355. Den ligger på ön Fananu.
Terrängen runt Fananu Village är mycket platt.  Det finns inga andra samhällen i närheten. 